# Elaphocera cretica
Elaphocera cretica är en skalbaggsart som beskrevs av Edmund Reitter 1902. Elaphocera cretica ingår i släktet Elaphocera och familjen Melolonthidae. Inga underarter finns listade i Catalogue of Life.